# Arnold Walfisz
Arnold Walfisz (1892-1962) est un mathématicien polonais qui a travaillé en théorie analytique des nombres.

## Biographie
Né à Varsovie, Arnold Walfisz passe son enfance et adolescence en Allemagne ; il retourne à Varsovie pour son Abitur en 1909, puis étudie (de 1909−14 et de 1918−21) en Allemagne, successivement à Munich, Berlin, Heidelberg et Göttingen. Il soutient en 1922 un doctorat sous la direction d'Edmund Landau à l'université de Göttingen (titre de la thèse : « Über die summatorischen Funktionen einiger Dirichletscher Reihen »). Walfisz vit à Wiesbaden de 1922 à 1927, puis retourne à Varsovie, où il travaille dans une compagnie d'assurance et en même temps à l'institut de mathématiques de l'université ; il obtient une habilitation en 1930. Durant ces années, il a une activité de recherche importante, et publie une quarantaine d'articles, dont certains notamment avec Edmund Landau, John Edensor Littlewood, Vojtěch Jarník, Sarvadaman Chowla, Gábor Szegő. En 1935, il fonde avec Salomon Lubelski la revue mathématique Acta Arithmetica.
En 1936, Walfisz devient professeur à l'université d'État de Tbilissi en Géorgie, où il reste jusqu'à sa mort. De 1937 à 1940, il est directeur du département de théorie des nombres à l'institut de mathématiques de Tbilissi et, de 1940 à 1944 directeur du département de mathématiques théoriques. Il dirige aussi le département d'algèbre et géométrie à l'institut de mathématiques de Tbilissi de 1948 à 1962.
Il a écrit environ 100 articles mathématiques et trois livres,.

## Travaux
En appliquant un théorème de Carl Siegel qui fournit un majorant pour les zéros réels (les zéros de Siegel) de certaines séries L de Dirichlet particulières, Walfisz obtient un théorème appelé théorème de Siegel-Walfisz (en), à partir duquel on peut déduire le théorème des nombres premiers pour les progressions arithmétiques.
Walfisz utilise une estimation de sommes exponentielles due à Ivan Vinogradov et Nikolaï Korobov, pour obtenir une estimation — encore aujourd'hui la meilleure — du terme d'erreur de la fonction somme des diviseurs {\displaystyle \sigma } et de l'indicatrice d'Euler {\displaystyle \phi }.

## Publications
- (ru) Équation de Pell, Tbilisi, 1952 — Livre pédagogique en russe
- (de) Gitterpunkte in mehrdimensionalen Kugeln, Varsovie, Panstwowe Wydawnictwo Naukowe, coll. « Monografi Matematyczne » (no 33), 1957 (lire en ligne)[5]
- (de) Weylsche Exponentialsummen in der neueren Zahlentheorie, Berlin, VEB Deutscher Verlag der Wissenschaften, 1963